# Teresa Arklowa
Teresa Arklowa, z d. Blumenfeld (ur. 1861 we Lwowie, zm. w lipcu 1929 w Mediolanie) – polska śpiewaczka operowa, sopran.

## Życiorys
Była żoną austriackiego lekarza wojskowego. Ukończyła studia w konserwatorium we Lwowie, kształciła się też w Wiedniu w szkole śpiewu Marie Louise Dustmann. Zadebiutowała na scenie w 1884 roku rolą Walentyny w Hugonotach Giacomo Meyerbeera. W latach 1884–1886 występowała we Lwowie i w Krakowie. Od 1886 roku przez kilka lat występowała za granicą, m.in. w Pradze, Paryżu, Wiedniu, Budapeszcie, Hamburgu, Madrycie, Barcelonie, Lizbonie, Londynie i Odessie. W madryckim Teatro Real wzięła udział w prapremierze opery Emilia Serrana Doña Juana la Loca. Występowała także na scenach włoskich, w 1891 roku zadebiutowała na deskach mediolańskiej La Scali rolą Wenus w Tannhäuserze Wagnera. W 1898 roku wróciła do Lwowa, w 1899 roku występowała w Warszawie i Krakowie. W 1900 roku osiadła na stałe w Mediolanie, gdzie prowadziła szkołę śpiewu. W latach 1903–1905 zarejestrowała kilka nagrań płytowych dla wytwórni G&T oraz Fonotipia.
Kreowała m.in. tytułowe role w Aidzie i Normie, partie Leonory w Trubadurze, Seliki w Afrykance, Amelii w Balu maskowym, Elzy w Lohengrinie, Senty w Holendrze tułaczu, Desdemony w Otellu.